# Krainer Wurst

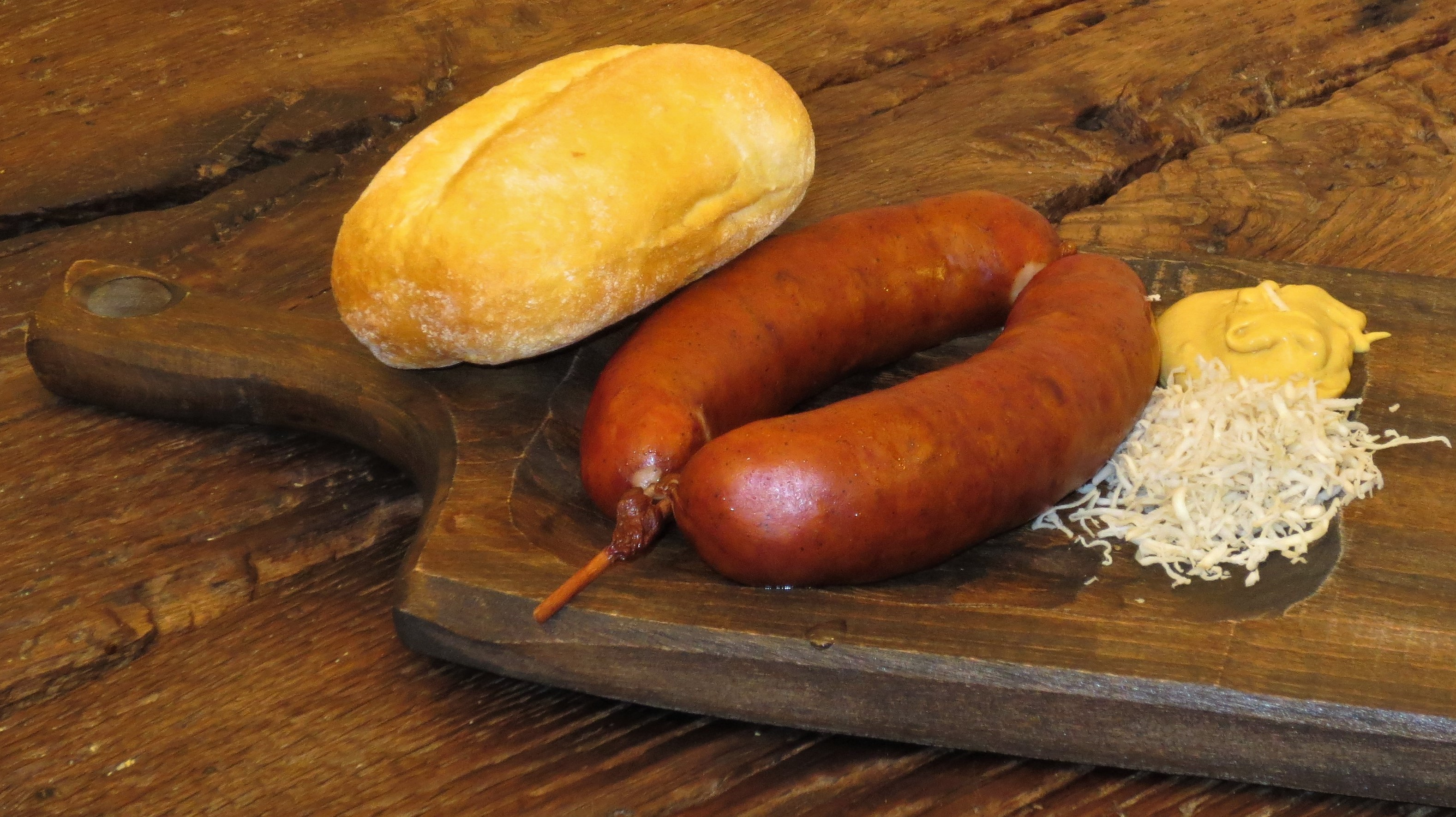
Krainer Wurst, Ljubljana; ohne Käse

Die Krainer Wurst (slowenisch kranjska klobasa) ist eine dünne, grobe und geräucherte Brühwurstsorte, die in weiten Teilen Österreichs und in Slowenien verbreitet ist. Der Name stammt von der historischen Region Krain im ehemaligen Altösterreich, im heutigen Slowenien.

## Rezept und Markenschutz
Slowenien hat 2012 die Bezeichnung Kranjska Klobasa als geografisch geschützte Angabe (g.g.A.) eintragen lassen. In Österreich wurden Befürchtungen laut, dieser Schutz würde sich auch auf die schon lange traditionelle österreichische Spezialität erstrecken. In einem Kompromiss wurde aber vereinbart, dass die deutschen Bezeichnungen Krainer Wurst und Käsekrainer weiter unabhängig zulässig sein sollen. Diese wurden aber dafür nicht in die Liste der Traditionellen österreichischen Lebensmittel aufgenommen.
Die Wurst enthält ein grobes Brät aus mindestens 68 % Schweinefleisch, 12 % Rindfleisch und maximal 20 % Speck. Die einzigen erlaubten Zusätze sind 5 % Wasser, Speisesalz, Knoblauch und Pfeffer. Das Fleisch muss in 10 bis 13 mm große Stücke geschnitten werden, der Speck in Stücke von 8 bis 10 mm. Die Masse wird in Schweinedärme mit 32 bis 36 mm Durchmesser gefüllt. Es werden 12 bis 16 cm lange Paare gebildet, die 180 bis 220 Gramm Masse aufweisen. Die Paare werden mit einem hölzernen Spieß zusammengesteckt, heiß geräuchert und bei 70 Grad Celsius wärmebehandelt.

## Varianten und Zubereitung

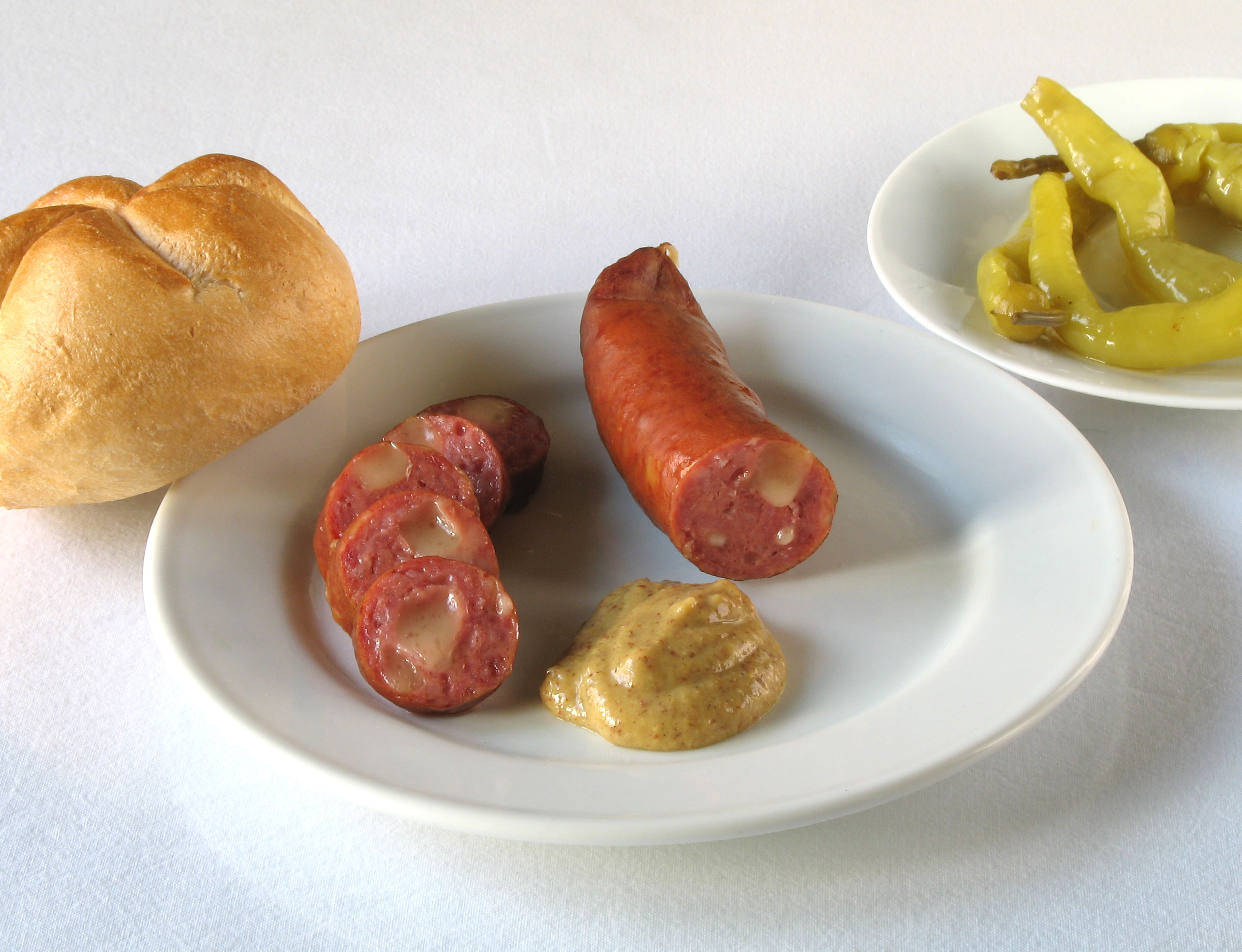
Käsekrainer

Käsekrainer besitzen in Abwandlung des Originalrezeptes einen Anteil von 10 bis 20 % Käse (z. B. Emmentaler) in kleinen Würfeln. Sie wurden in Österreich 1971 von der Fleischhauerei Messner in Stainz erfunden und gehören vor allem in Wien zum Standardangebot der Würstelstände. Käsekrainer können gekocht, gebraten oder gegrillt werden. Im Wienerischen wird die Käsekrainer auch wegen der Farbe des auslaufenden heißen Käses als „Eitrige“ bezeichnet. Käsekrainer werden auch mit Senf, Ketchup oder Kren serviert.
Das Kransky ist die ozeanische Version des slowenischen Originals. Sie wurde von den slowenischen Emigranten der späten 1940er- und 1950er-Jahre „exportiert“ und ist heute in Australien und Neuseeland sehr populär. Mit den Jahren gab es einige Varianten des Kransky, darunter das Cheese Kransky.

## Immaterielles Kulturerbe
Die traditionelle Herstellung der Krainer Wurst wurde am 20. Dezember 2012 in die Liste des immateriellen Kulturerbes Sloweniens aufgenommen.